# Michał (Bondarczuk)
Michał, imię świeckie Ihor Petrowycz Bondarczuk (ur. 22 lipca 1968 w Kijowie) – biskup Kościoła Prawosławnego Ukrainy (do 2018 Ukraińskiego Kościoła Prawosławnego Patriarchatu Kijowskiego).

## Życiorys
Śluby zakonne złożył w 1998 r. 28 lipca 1998 wyświęcony został na kapłana. 27 lipca 2011 otrzymał chirotonię jako biskup dubnieński. W latach 2012–2013 był biskupem drohobyckim i samborskim. Od 2013 biskup winnicki i bracławski. Od 11 maja 2016 arcybiskup.